# 早出川ダム
早出川ダム（はやでがわダム、はいでがわダム）は、新潟県五泉市、早出川に建設されたダムである。

## 概要
高さ82.5メートルの重力式コンクリートダムであり、早出川の治水と農地かんがい及び水力発電を目的にして建設された多目的ダムである。

## 歴史
- 2025年（令和7年）8月4日 - この年の極端な少雨により貯水率 0%を記録した[2]。